# Marshall Herskovitz
Marshall Herskovitz (né le 23 février 1952 à Philadelphie en Pennsylvanie aux États-Unis) est producteur, scénariste et réalisateur de cinéma et de télévision américain.

## Biographie
Herskovitz est né à Philadelphie, en Pennsylvanie, fils de Frieda (née Schreiber) et d'Alexander Herskovitz. Sa famille est juive.
Herskovitz est depuis longtemps « l'un des écologistes les plus actifs et les plus passionnés de l'industrie cinématographique ».

## Filmographie

### Producteur
- 1994 : Légendes d'automne (Legends of the Fall)
- 2000 : Traffic
- 2001 : Sam, je suis Sam (I Am Sam)
- 2003 :  Le Dernier Samouraï (The Last Samurai)

### Réalisateur
- 1993 : Jack l'ours (Jack the Bear)
- 1998 : La Courtisane (Dangerous Beauty)

### Scénariste
- 2016 : Jack Reacher: Never Go Back
- 2016 : La Grande Muraille (The Great Wall, 長城) de Zhang Yimou (histoire)
- 2017: Nashville (TV Show)

### Auteur
- 1987 - 1991 : Série télévisée Génération Pub (thirtysomething)
- 1999 - 2002 : Série télévisée Deuxième chance (Once and Again)